# Biom
Biom är en regional ansamling av distinkta djur- och växtsamhällen. Biom är ett annat ord för vegetationsområde. I begreppet är samverkan och inbördes påverkan mellan de olika arterna centrala. Relationen till jordarter och klimat ingår också. Biom är huvudsakligen urskiljbara i stor (kontinental till global) skala. Tillsammans utgör biomen biosfären. Ibland benämns biom major habitat type i engelskspråkig litteratur.
Biom definieras tydligast genom fördelningen av vegetationstyper, vilka i hög grad bestäms av globalt klimat, jordtyp, yttre påverkan och andra faktorer i omgivningen. Klimatet bestäms delvis av latitud, altitud och terrängen.
Biomen indelas i landbiomer och vattenbiomer. Till landbiomen hör exempelvis tropisk regnskog, savann, stäpp, öken, macchia, varmtempererad lövskog, kalltempererad barrskog (taiga) och tundra. Vattenbiomen delas övergripande in i sötvattensbiom och havsbiom. Exempel på vattenbiom är korallrev och kelpskogar.

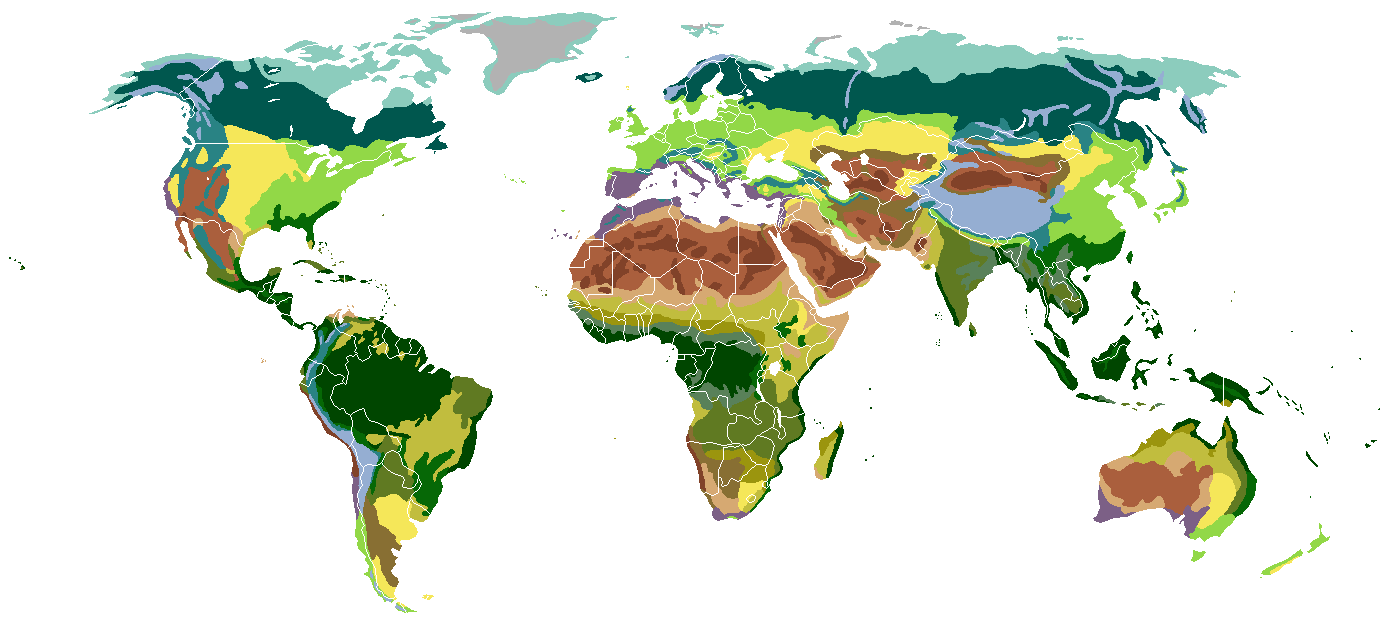
Karta över världens landbiom.

|  | inlandsis och polaröken |

|  | tundra |

|  | taiga |

|  | tempererad löv- och blandskog |

|  | tempererade grässlätter |

|  | subtropisk regnskog |

|  | macchia |

|  | monsunskogar |

|  | öken |

|  | öken och torr buskmark |

|  | torra grässlätter |

|  | halvöken |

|  | savann |

|  | skogssavanner |

|  | subtropisk torrskog |

|  | tropisk regnskog |

|  | alpin tundra |

|  | bergsskog |